# 史提芬·格尼
史提芬·丹尼爾·卡連尼（英語：Stephen Daniel Crainey，1981年6月22日—）是一名蘇格蘭足球運動員，司職左閘，現時效力英甲球會費列活特。他曾是蘇格蘭國腳，亦曾代表蘇格蘭U21上陣。

## 生平

### 球會
2004年8月9日，英冠球會列斯聯以20萬英鎊從英超修咸頓簽入卡連尼。
2011年7月6日，30歲的卡連尼與黑池簽署一份新的兩年合約。2013年5月24日，傳媒報導6月底約滿的卡連尼拒絕了黑池一份減薪新合約，將會離隊。
2013年6月28日，剛降落英冠作賽的韋根簽入約滿黑池的卡連尼，合約為期一年。

## 榮譽

### 球會
黑池
- 英格蘭冠軍聯賽附加賽冠軍：2009/10年；

## 外部連結
- 足球数据库：史提芬·格尼的球员统计数据
- 史提芬·卡連尼於韋根官網簡歷
- 史提芬·卡連尼 （页面存档备份，存于）於蘇格蘭足總簡歷
- 黑池官網簡歷
- 英超官網簡歷